# William B. Caldwell IV

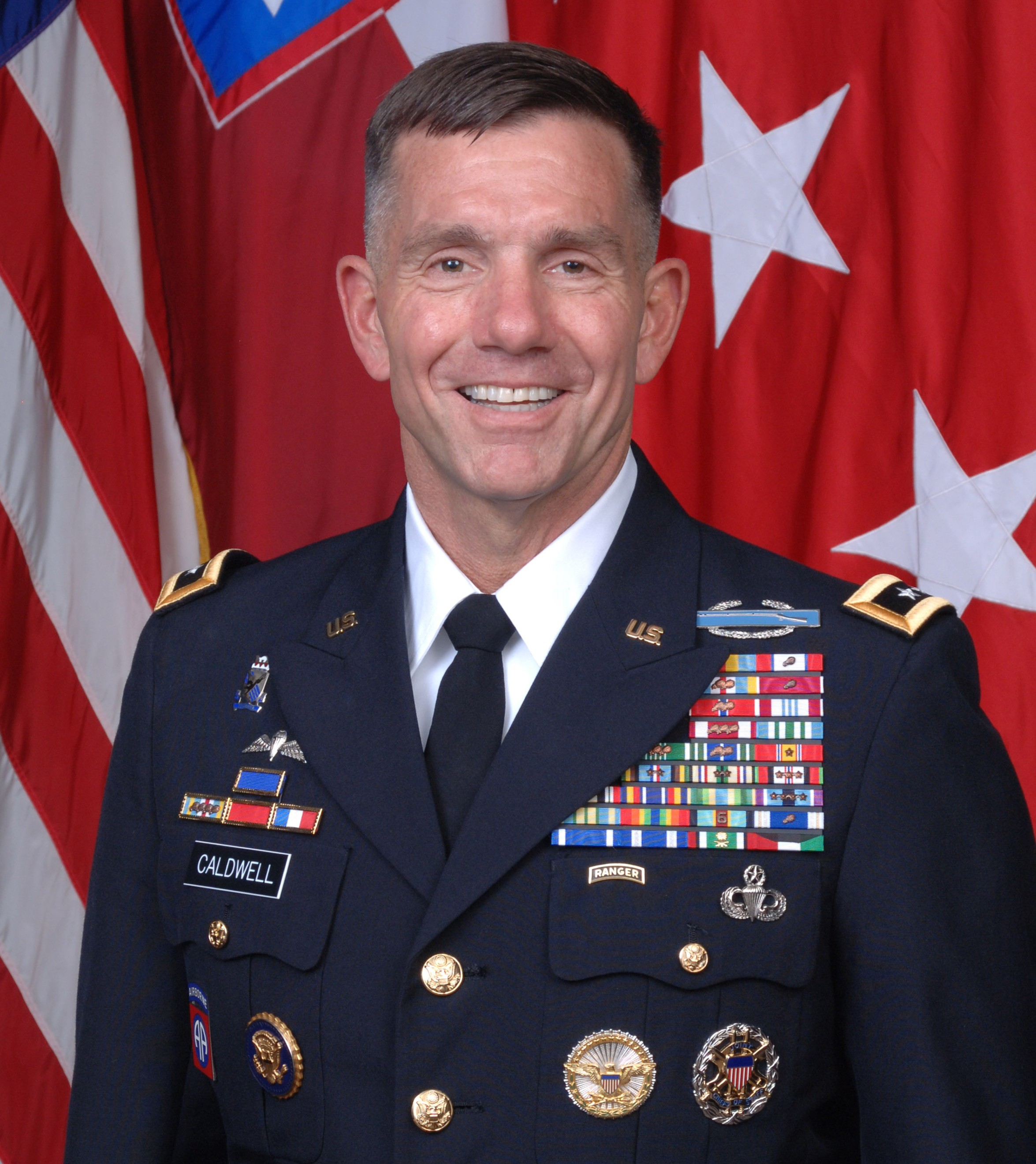
William B. Caldwell IV (2012)

William B. „Bill“ Caldwell IV (* 24. Januar 1954 in Columbus, Muscogee County, Georgia) ist ein pensionierter Generalleutnant der United States Army. Er kommandierte unter anderem die 5. US-Armee.
William Caldwell IV ist ein Sohn von William B. Caldwell III (1925–2013) und dessen Frau Theresa Knight Dismuke (gestorben um 1981). Der Vater war ebenfalls Generalleutnant des US-Heeres und er kommandierte ebenso wie der Sohn die 5. Armee. Der jüngere Caldwell verbrachte seine Jugend an den jeweiligen Dienstorten seines Vaters, der als Armeeoffizier, wie beim Militär üblich, öfters versetzt wurde. Dabei besuchte er die jeweiligen Schulen.
In den Jahren 1972 bis 1976 durchlief er die United States Military Academy in West Point. Nach seiner Graduation wurde er als Leutnant der Infanterie zugeteilt. In der Armee durchlief er anschließend alle Offiziersränge bis zum Dreisterne-General.
Im Lauf seiner militärischen Karriere absolvierte Caldwell verschiedene Kurse und Schulungen. Dazu gehörten unter anderem die Naval Postgraduate School, die School for Advanced Military Studies, die zum Command and General Staff College gehört, die Harvard Kennedy School und die Harvard University.
In seinen jüngeren Jahren absolvierte er den für Offiziere in den niederen Rangstufen üblichen Dienst in verschiedenen Einheiten und Standorten. Er kommandierte Einheiten auf fast allen militärischen Ebenen bis hin zum Armeekommandeur. Mitte der 1990er Jahre war er Bataillonskommandeur bei der 25. Infanteriedivision. Er wurde nach Haiti an die dortige amerikanische Botschaft versetzt und erlebte dort die Operation Uphold Democracy. Anschließend übernahm er das Kommando über eine Brigade der 10. Gebirgsdivision. Nach einer zwischenzeitlichen Verwendung als Stabsoffizier im Pentagon wurde er zum Pacific Command nach Hawaii versetzt, wo er Stabsoffizier für Operationen (G3) war.
Im Juli 2002 wurde er zum Stab des stellvertretenden Verteidigungsministers Paul Wolfowitz versetzt, wo er unter anderem an den Plänen des Irakkriegs beteiligt war. Vom 27. Mai 2004 bis zum 7. April 2006 kommandierte William Caldwell IV als Nachfolger von Charles H. Swannack Jr. die 82. Luftlandedivision, die unter anderem im Irak eingesetzt war. Nachdem er sein Kommando an David M. Rodriguez übergeben hatte, wurde Caldwell zur Multi-National Force – Iraq versetzt. Dort war er als Stabsoffizier und Pressesprecher (Spokesperson) tätig.
Im Juli 2007 erfolgte seine Beförderung zum Generalleutnant. Gleichzeitig erhielt er das Kommando über das United States Army Combined Arms Center in Fort Leavenworth zu dem auch das Command and General Staff College und verschiedene andere Militärschulen gehören. Im November 2009 wurde er Leiter der NATO-Training Mission-Afghanistan. Diese Einrichtung diente der Ausbildung der afghanischen Streitkräfte. In diesem Zusammenhang wurde Caldwell Fehlverhalten im Amt vorgeworfen. Es kam zu einer Untersuchung, die ihn von jeglichem Fehlverhalten freisprach. Es kam aber bald zu einem neuen Vorwurf gegen ihn im Zusammenhang mit einem Militärkrankenhaus in Kabul. Dabei wollte der General angeblich verhindern, dass die Zustände beziehungsweise Missstände in dem von amerikanischen Geldern finanzierten afghanischen Militärkrankenhaus vom Verteidigungsministerium untersucht würden. Während diese Vorwürfe noch liefen wurde Caldwell zum neuen Kommandeur der 5. Armee ernannt. Dieses Amt bekleidete er von 2011 bis 2013. Nachdem sich während dieser Zeit die Vorwürfe gegen ihn wegen der Krankenhausaffäre in Afghanistan konkretisierten wurde der Druck auf ihn so groß, dass er um seine Versetzung in den Ruhestand bat, die ihm bewilligt wurde.
Nach dem Ende seiner Militärzeit wurde William Caldwell IV im November 2013 Präsident des Georgia Military Colleges. Mit seiner Frau Stephanie hat er drei inzwischen erwachsene Kinder.

## Orden und Auszeichnungen
William Caldwell erhielt im Lauf seiner militärischen Laufbahn unter anderem folgende Auszeichnungen:
- Defense Distinguished Service Medal
- Homeland Security Distinguished Service Medal
- Army Distinguished Service Medal
- Defense Superior Service Medal
- Legion of Merit
- Bronze Star Medal
- Defense Meritorious Service Medal
- Meritorious Service Medal
- Joint Service Commendation Medal
- Army Commendation Medal
- Army Achievement Medal
- Presidential Unit Citation
- Joint Meritorious Unit Award
- Meritorious Unit Commendation
- Philippine Republic Presidential Unit Citation (Philippinen)
- National Defense Service Medal
- Armed Forces Expeditionary Medal
- Southwest Asia Service Medal
- Afghanistan Campaign Medal
- Iraq Campaign Medal
- Global War on Terrorism Service Medal
- Armed Forces Service Medal
- Humanitarian Service Medal
- Military Outstanding Volunteer Service Medal
- Army Service Ribbon
- Army Overseas Service Ribbon
- NATO Meritorious Service Medal
- NATO-Medaille
- Polish Army Medal (Polen)
- Afghanistan Ghazi Mir Bacha Khan Medal (Afghanistan)
- Afghanistan National Police Symbol of Honor Medal (Afghanistan)
- Kuwait Liberation Medal (Saudi-Arabien)
- Kuwait Liberation Medal (Kuwait)